# أوسبفيكس
أوسبفيكس (بالإنجليزية: UsbFix) أو اصلاح الفلاش هو أداة إزالة البرمجيات الخبيثة المجانية التي تساعدك على اكتشاف وإزالة العصي ذاكرة أوسب (USB) المصابة أو أي أجهزة أخرى قابلة للإزالة أوسب مثل الأقراص الصلبة الخارجية (هارد دريف) أو الهواتف أو الهواتف الذكية أو الكاميرات الرقمية أو أي شيء آخر يتصل بجهاز الكمبيوتر أو الكمبيوتر المحمول عبر منفذ أوسب. المزايا الرئيسية لاستخدام هذه الأداة هي الدعم والميزات الممتازة (انظر أدناه) التي سوف تساعدك على التعامل مع أجهزة أوسب المصابة. التهديدات الخبيثة (الفيروسات) الشهيرة مثل كونفيكر لديها القدرة على الانتشار باستخدام الأجهزة القابلة للإزالة عن طريق جعل الخاصة بهم دل و autorun.inf الملفات التي من شأنها مساعدتهم على إصابة أي جهاز يوفر اتصال أوسب. لذلك، لا يهم إذا قمت بإعادة تثبيت نظام التشغيل الخاص بك - إذا لم يتعرف مكافحة الفيروسات الفيروس على جهاز USB مصاب، بمجرد المكونات في USB - سوف تحصل على الفيروس. الإصدار الحالي يعمل على جميع إصدارات تقريبا من مايكروسوفت ويندوز مثل إكس بي، فيستا و 7 و 8.

## المميزات
- دعم ممتاز عرضت مباشرة من واجهة البرنامج - آخر القضايا الخاصة بك على المنتدى
- تعليمي كبير والمواد التي سوف تظهر لك كيفية استخدام البرنامج والتعامل مع البرامج الضارة
- فإنه يمكن الكشف عن وإزالة العدوى وجدت على الأجهزة القابلة للإزالة - إصلاح التالفة ملفات مثل التسجيل والملفات المخفية، مدير المهام، الخ
- دعم النسخ الاحتياطي: فإنه سيتم النسخ الاحتياطي الملفات والمجلدات الخاصة بك.
- تحديث قاعدة البيانات مع أحدث الإصابات التي تنتشر عن طريق الأجهزة القابلة للإزالة
- خيار التطعيم يمنع الالتهابات في المستقبل عن طريق إنشاء ملفات autorun.inf جديدة على محركات الأقراص القابلة للإزالة
- يوفر حماية لجميع ملحقات أوسب (محركات القلم، الأقراص الصلبة الخارجية والهواتف الذكية وبطاقات الذاكرة، إلخ.)
- يكشف ويزيل التهديدات الأكثر شيوعا:الفيروسات فس والديدان وأحصنة طروادة، كيلوغرز، والالتهابات الخبيثة الأخرى
- يفتح ملف سجل (تكست) تلقائيا بعد كل مسح أو عمل.